# Csató Sándor (labdarúgó)
Csató Sándor (1965. június 1. –) labdarúgó, edző.

## Pályafutása

### Játékosként
A Szolnoki MÁV-nál kezdett focizni, csatárt játszott.
Csank János vitte 1987-ben a Békéscsabai Előréhez. Ott 240 mérkőzésen 37 gólt rúgott, ezzel a békéscsabai egylet történelmében a negyedik legeredményesebb játékos lett, úgymint gólok és lejátszott meccsek számát tekintve is. Ebben az időszakban az Előrével elért egy MNK-győzelmet 1988-ban, majd az 1993–94-es NB I-es bajnokságban a viharsarki klub fennállásának legjobb eredményét, 3. helyet is magáénak tudhatott. Az Előrében 1996-ig játszott, a vezetők nemigen marasztalták, ezért 3 társával együtt eligazolt Győri ETO FC-hez.
Az első győri év nem sikerült jól, de a másodikban Reszeli-Soós István ideje alatt őszi elsők lettek, a bajnokság végén negyedikek és a rákövetkező szezonban is negyedikek.
3 év után váltott ismét, 1999-ben az akkor NB II-es Videotonhoz igazolt Csank János hívására. Az első év nagyon jól sikerült, százegy rúgott góllal került fel az első osztályba csapatával. Ezt követően az NB I-ben is jól ment, előbb a nyolcadik, majd az ötödik helyen végzett a fehérváriakkal.
Levezetésként a Fejér megyei II. osztályban az Aba Sárvíz FC csapatában játszott.

### Edzőként
Edzői pályafutása a Videotonnál kezdődött, pályaedzői rangban segítette egykori mestere, Csank János munkáját.
2006-ban visszatért egykori klubjához, a Békéscsaba 1912 Előre SE-hez, ahol átvette az NB II-ben kiesőhelyen tanyázó csapat edzői székét. A klub folyamatos anyagi gondokkal küzdött, ennek ellenére jobb eredményeket ért el, mint elődje, Jakab Péter. A lilákkal a bennmaradás nem sikerült, így a szerződését nem hosszabbították meg.
Ezután az FTC élére került Csank János meghívta a Fradi pályaedzőjének, amire igent mondott. 2009. október 30-ától Bobby Davison lemondása után Csatót nevezték ki az új edző, Craig Short segítőjének. A Ferencvárosnál eltöltött időszak 2010 nyaráig tartott számára, ekkor közös megegyezéssel szerződést bontottak. 2011-től a Győri ETO FC utánpótláscsapatainál edző. 2015 tavaszán, a Questor-botrány kirobbanása után, az ETO helyzetének megrendülésekor felmerült a neve az újjáalakuló győri egylet edzőjeként.
2016 nyarától a Zalaegerszegi TE vezetőedzője lett. A 2016-2017-es szezon végén Zoran Spišljak váltotta őt a posztján, majd 2017 őszén távozott a klub szakmai stábjából. 2020 szeptemberében az ETO FC Győr vezetőedzője lett, ahonnan 2021 márciusában távozott.

## Sikerei, díjai
- 1987–1988-as magyar labdarúgókupa: győztes
- 1993-94. évi NB I-es bajnokság: 3. hely